# Acton (Maine)
Acton es un pueblo ubicado en el condado de York en el estado estadounidense de Maine. En el Censo de 2010 tenía una población de 2.447 habitantes y una densidad poblacional de 22,98 personas por km².

## Geografía
Acton se encuentra ubicado en las coordenadas 43°32′12″N 70°56′25″O / 43.53667, -70.94028. Según la Oficina del Censo de los Estados Unidos, Acton tiene una superficie total de 106.48 km², de la cual 97.69 km² corresponden a tierra firme y (8.25%) 8.79 km² es agua.

## Demografía
Según el censo de 2010, había 2.447 personas residiendo en Acton. La densidad de población era de 22,98 hab./km². De los 2.447 habitantes, Acton estaba compuesto por el 97.96% blancos, el 0.41% eran afroamericanos, el 0.41% eran amerindios, el 0.29% eran asiáticos, el 0.04% eran isleños del Pacífico, el 0.37% eran de otras razas y el 0.53% pertenecían a dos o más razas. Del total de la población el 1.23% eran hispanos o latinos de cualquier raza.